# 苏联入侵新疆
蘇聯入侵新疆是於1934年1月至4月發生在中國西北部新疆省的軍事衝突，該衝突是哈密暴動的一部分。此次衝突中蘇聯紅軍站在盛世才領導的省政府一邊干預新疆內戰，協助歸化軍參與了與國民革命軍的作戰，擊潰了馬仲英和張培元的軍隊。

## 背景
1929年，回族軍閥馬仲英进入由蒋介石設在南京的中央陆军军官学校學習。毕业后他回到甘肃省组建新編第36師，後被馬步芳驅逐到河西走廊，哈密暴动發生後，他在和加尼牙孜、堯樂博士等人鼓励下進軍新疆，他试图推翻当时先后由金树仁和盛世才掌控的新疆省政府。
1934年，马仲英所带领的新編第36師回族部队得到了国民政府的支持，在哈密暴動後的第二次迪化之战中佔優勢，新疆邊防督辦盛世才的軍隊不敵，眼看就要被擊敗。而盛世才在新疆四一二政變後上台，對外積極奉行親蘇政策，以獲得蘇聯援助對抗馬仲英等反盛勢力。

## 苏联派兵干預
1934年初，隸屬於苏联国家政治保卫局的两个旅部队约7000名軍人，在坦克、飞机以及芥子气火炮的支援下，越过蘇中邊界，出兵協助盛世才政府。这两个团分别命名为“阿尔泰斯基”和“塔尔巴哈台斯基”。盛世才的部队骨幹为前东北抗日义勇军，而此時他们被伊犁屯墾使张培元的漢族部隊和回族軍閥马仲英的中央陆军新编第三十六師联手重创。苏联人通过摘掉军装上的苏军标记来伪装归化军，蘇軍士兵与白俄歸化軍的联合部隊被称作“阿尔泰志愿军”。
张培元部在早期取得了短暂的胜利，但随后在塔城被蘇軍击溃。他率部撤退到伊宁，试图从木扎尔特达坂逃到阿克蘇，但因暴風雪而失敗，最終他自杀以避免被俘。新36师设法阻止苏军为盛世才政府提供军事装备的企图，儘管蘇聯和白俄聯軍在人力、技术上都强过馬仲英的新36师，但回族部隊還是設法拖住了蘇軍的進攻，面對人数占优并装备了机关枪、坦克和飞机的苏军，马世明所部延緩其進攻长达30天。蘇聯人也遭受了重大的人员伤亡。
據稱當中國軍隊給蘇聯人造成大量傷亡並一度擊退蘇軍進攻時，消息傳到了迪化城內的監獄中，被盛世才政府關押的囚犯們歡呼雀躍。作为新36师副师长的马虎山也因击退苏联入侵而名聲大噪。此时南京的蒋介石准备派遣桂系的黄绍竑組建远征军援助马仲英与盛世才作战，但当南京聽聞蘇聯派兵干預的消息后，蔣介石决定取消原计划以避免他的部队与苏军交战，從而釀成國際糾紛。

### 头屯河战役
隸屬於苏联国家政治保卫局的两个旅部隊於1934年1月進入新疆，在约7000名士兵和坦克、飞机、火炮的掩護下，开始攻击位于头屯河附近的馬仲英新36师部队。在冰冻的头屯河上，雙方的戰鬥持续了几个星期。新36师的士兵穿着羊皮衣埋伏在雪地裡，攻擊蘇軍机枪岗哨，挫敗了其钳形攻势。蘇聯用飞机投放芥子气炸弹轰炸新36师。双方都遭受了严重的伤亡，随后马仲英命令其新36师撤退。

### 达坂城之战
新36師撤退後，包括白俄歸化軍士兵、蒙古騎兵以及親蘇的新疆省軍在內的聯軍部队追擊马仲英的部隊。馬部撤退途中於达坂城附近遭遇了一支有数百名士兵的苏联装甲车部队。经过激烈的战斗，新36师几乎全歼了整个车队，并将苏军装甲卡车推下了山崖。后来归化军来增援苏军，马仲英随后撤退。
在达坂城之战中，马仲英最后一次试图从入侵的苏军手中夺回主动权。他赶在苏军到来之前几周就在一个狭窄的山口挖掘了全尺寸的战壕，用来封锁山隘。然而由于其部隊遭芥子气炸弹空袭，約有20%的回族士兵受到影响，这迫使他在1934年2月撤往吐鲁番。

### 斯文·赫定的报告
马仲英在撤退途中，遇到了获得南京国民政府批准的斯文·赫定探险队，他和40名全副武装的回族士兵用枪劫持了探險隊的货车，当斯文·赫定向他们出示从南京获得的护照时，名義上效忠於國民政府的马仲英部隊的人回应道“这与南京无关，这是在打仗，护照在戰爭中無效”。回族部队还提醒斯文·赫定，既然他们也为南京政府服务，那么探險隊的货车就该歸新36師控制。马仲英的下级將領之一的马仲平的勤务兵张某對斯文·赫定解释道“军事命令压倒一切，不能有任何干擾！南京方面對新疆的戰爭沒有權威。而且我们也在南京领导下，這樣做一方面对你们有利，另一方面也算南京对我们的帮助”。
苏军先到达坂城，然后通过托克逊和焉耆到达库尔勒。3月16日，土尔扈特蒙古騎兵和蘇軍士兵行至库尔勒。有人看见哥萨克人在苏联军队中服役。而马仲英此前曾警告斯文·赫定避开达坂城，因为穆斯林军队与苏军在此交战。由於盛世才政府領導下的土尔扈特蒙古人和歸化軍此時與蘇聯結盟對抗馬仲英，聯軍佔領了众多城镇。
馬仲英戰敗後，斯文·赫定和他的探險隊被蘇軍部隊和歸化軍扣留在库尔勒。赫定以个人名義会见了蘇聯將軍沃尔根。沃尔根将军会见了斯文·赫定，並稱“新疆各地的人都痛恨馬仲英的部隊，他把新疆变成了一片沙漠。但他勇敢、有活力且从不犹豫。他什么都不怕，不管是敵軍的飞机还是占优的人数。但现在新疆开始了一个新时代。现在这个省秩序井然、和平安宁。盛世才将组织政府，各項事務也將步入正轨”。
马仲英撤退時，其部队经常劫持货车以帮助退兵。沃尔根注意到马仲英经常在战斗中摧毁苏军卡车。一个白俄士兵告知赫定“我们花了一整天时间从焉耆来到这儿，一支部队接着一支部队。今天有2000名俄国人到达，一半白军一半红军。这儿还有1000名土尔扈特蒙古人。另外有2000名武装人员直接开往库车去攻击马仲英，而没有经过库尔勒。目前在库尔勒的2000人中的大部分明天将继续西进。我们从乌鲁木齐出发时总共有5000人”。当这个白俄开始吹嘘他们的部队时，斯文·赫定认定俄国人在撒谎，谎言之一便是白俄夸大了他们使用的卡车的数目。报告中也提到，蒙古士兵虐待了库尔勒的居民。斯文·赫定後來還見到了效力于苏联红军的另两位白俄军官：普羅什庫卡羅夫（Proshkukarov）上校和別克捷耶夫（Bekteev）将军，他们要求赫定解释为什么他的货车为马仲英部队服务。

### 战役结局
馬仲英撤離前線之前，他预先派出一支800人的部队，由马福元领导，以帮助马占仓在1934年的喀什战役中击败由和加尼牙孜率領的维吾尔族部隊，从而摧毁了東突厥斯坦伊斯蘭共和國。據稱這隻維吾爾部隊由苏联提供武器装备，歷史學家湯姆森‧格洛弗（Thomson-Glover）認為，苏联给了和加尼牙孜“差不多2000条步枪及其弹药、几百枚炸弹以及三挺机关枪”。和加尼牙孜的维吾尔部隊在阿克苏的前哨战中被打败後，約1500名士兵於1934年1月13日逃往喀什。後來這些人又被躲在城中的回族士兵彻底摧毀，維吾爾部隊伤亡惨重。最終，马福元的800名回族士兵和1200名义务兵歼灭了东突厥斯坦部隊約10000名士兵。
马仲英部被白俄歸化軍、蒙古人和盛世才的部队集合而成的省军追赶至阿克苏，不过追击渐渐减弱。1934年4月6日，马仲英与后卫部队、前哨部队及余部乘坐從斯文·赫定探險隊抢来的货车到达喀什。马仲英及時率軍退至喀什，而吐魯番的蘇軍則未追上其部隊。据稱他的部队擅长肉搏战，但是苏联人继续轰炸他的阵地。
到達喀什後，马仲英立即通知英国驻喀什领事馆他需要的援助，他聲明效忠中國政府，對抗苏联是為了将新疆从苏联的控制下解放出来。马仲英巩固了其在巴楚縣和伽师县的阵地，在防线上修築工事，並派馬虎山抵禦省軍的攻擊。6月，蘇軍对巴楚的轰炸仍在持续，马仲英命令部队离开喀什移往和阗，然而，隨後马仲英本人卻拋下部隊進入蘇聯學習，从此杳无音信。

### 俘获的苏联装备
新編第36师严重缺乏武器，故在随后的数次戰役中从苏军手中俘获了约1930件步枪及其它装备，用于扩充自身的武装。

## 伤亡

### 苏联的伤亡
英国《旗帜晚报》的通讯员博斯沃思·高盛（Bosworth Goldman）“发现”在苏军入侵新疆期间的苏联城市新西伯利亚，一座收治伤员的医院被伪装成“满洲战争伤员医院”。
博斯沃思·高盛描述该医院:
“人们坐在一个阴暗的大厅里，其中很多人身上缠着绷带；他们的种族从拉普兰人到纯蒙古人……我问其中一些人他们从哪儿来，他们回答在中国人的协同下、高举阶级斗争的旗帜进入新疆、在南阿尔泰作战，以反对‘反社会主义的行动’……后来，与我谈起这次战斗的其他人，经常告诉我说，他们从未听说过在新西伯利亚有这样一家医院。另一方面，我所访问过的一位当地人告诉我‘这次〈战争〉是三次中最好的一次’”。

### 平民伤亡
据统计，被苏联毒气弹袭击的人口中，很大比例是维吾尔族、回族和其他平民。报道称，一个突厥人（维吾尔族）抱怨东干人（回族）士兵说“我在真主的保佑之下，没有人伤害我。但是这些回族人不是人。他们如同野兽一样漫游在大街上。与野兽交谈是不可能的。他们手中的步枪和手枪随时处于待命状态。〈除了武力〉他们不明白任何其他语言”。战争期间，苏联人随意轰炸城镇中心的居民，医生们整天都听到悲惨的故事。一个回族男孩被苏联飞机投下的炸弹的碎片击中而得了败血症，他的父母和兄弟被炸弹炸死。